# William Petersson
Reinhold William Eugen Petersson (ur. 6 października 1895 w Sandby na Olandii, zm. 10 maja 1965 w Kalmarze) – szwedzki lekkoatleta, mistrz i brązowy medalista olimpijski z Antwerpii z 1920.
Na igrzyskach olimpijskich w 1920 w Antwerpii zdobył złoty medal w skoku w dal wynikiem 7,15 m, wyprzedzając Amerykanina Carla Johnsona i swego rodaka Erika Abrahamssona, a także brązowy medal w sztafecie 4 × 100 metrów (razem z nim biegli Agne Holmström, Sven Malm i Nils Sandström).
Był mistrzem Szwecji w skoku w dal w latach 1918–1920 i 1924.
Ustanowił rekord Szwecji w skoku w dal w 1918 wynikiem 7,20 m, który potem trzykrotnie poprawiał (do 7,39 m uzyskanego 3 sierpnia 1924 w Linköping).
W późniejszych latach był działaczem IAAF.